# Aitkenvale
Aitkenvale is een plaats in de Australische deelstaat Queensland en telt 4790 inwoners (2016).